# Spirorbis vastus
Spirorbis vastus är en ringmaskart som beskrevs av Lommerzheim 1979. Spirorbis vastus ingår i släktet Spirorbis och familjen Serpulidae. Inga underarter finns listade i Catalogue of Life.